# Prima Divisione 1939-1940 (pallacanestro femminile)
La Prima Divisione di pallacanestro 1939-1940 è stata la sesta edizione del secondo livello del campionato femminile italiano.
La categoria organizzata dalla Federazione Italiana Pallacanestro è stata vinta dal Dopolavoro Falck di Sesto San Giovanni. Alle finali partecipano anche il Dopolavoro Pirelli e il Dopolavoro Super Gomma, mentre si è ritirata la GIL Trapani.

## FIP

### IV Girone

#### Classifica
|  | Pos. | Squadra             | Pt | G | V | P | PtF | PtS |
|  | ---- | ------------------- | -- | - | - | - | --- | --- |
|  | 1.   | G.I.L. Trapani      | -  | - | - | - | -   | -   |
|  | 2.   | Messinese           | -  | - | - | - | -   | -   |
|  | 3.   | Carlo Amato Palermo | -  | - | - | - | -   | -   |

Legenda:
      Ammessa al girone finale.
      Ritirata.
Regolamento:
Due punti a vittoria, uno a sconfitta.

### Girone finale

#### Classifica
|  | Pos. | Squadra                 | Pt | G | V | P | PtF | PtS |
|  | ---- | ----------------------- | -- | - | - | - | --- | --- |
|  | 1.   | Gruppo Sportivo Falck   | -  | - | - | - | -   | -   |
|  | 2.   | Gruppo Sportivo Pirelli | -  | - | - | - | -   | -   |
|  | 3.   | Supergomma              | -  | - | - | - | -   | -   |
|  | 4.   | G.I.L. Trapani          | -  | - | - | - | -   | -   |

Legenda:
      Promossa in Serie A.
      Ritirata.
Regolamento:
Due punti a vittoria, uno a sconfitta.

## GIL

### XIV Girone

#### Classifica
|  | Pos. | Squadra                | Pt | G | V | P | PtF | PtS |
|  | ---- | ---------------------- | -- | - | - | - | --- | --- |
|  | 1.   | G.I.L. Taranto         | 11 | - | - | - | -   | -   |
|  | 2.   | G.I.L. Reggio Calabria | 10 | - | - | - | -   | -   |
|  | 3.   | G.I.L. Catanzaro       | 8  | - | - | - | -   | -   |
|  | 4.   | G.I.L. Catania         | 3  | - | - | - | -   | -   |
|  | 5.   | G.I.L. Cosenza         | -  | - | - | - | -   | -   |

Legenda:
      Ammessa al secondo turno.
      Esclusa.
Regolamento:
Due punti a vittoria, uno a sconfitta.

### XV Girone

#### Classifica
|  | Pos. | Squadra              | Pt | G | V | P | PtF | PtS |
|  | ---- | -------------------- | -- | - | - | - | --- | --- |
|  | 1.   | G.I.L. Palermo       | 11 | - | - | - | -   | -   |
|  | 2.   | G.I.L. Trapani       | 11 | - | - | - | -   | -   |
|  | 3.   | G.I.L. Caltanissetta | 8  | - | - | - | -   | -   |
|  | 4.   | G.I.L. Ragusa        | 4  | - | - | - | -   | -   |
|  | 5.   | G.I.L. Agrigento     | -  | - | - | - | -   | -   |

Legenda:
      Ammessa al secondo turno.
      Ritirata.
Regolamento:
Due punti a vittoria, uno a sconfitta.

## Verdetti
- Gruppo Sportivo Falck promossa in Serie A.